# ハマボッス

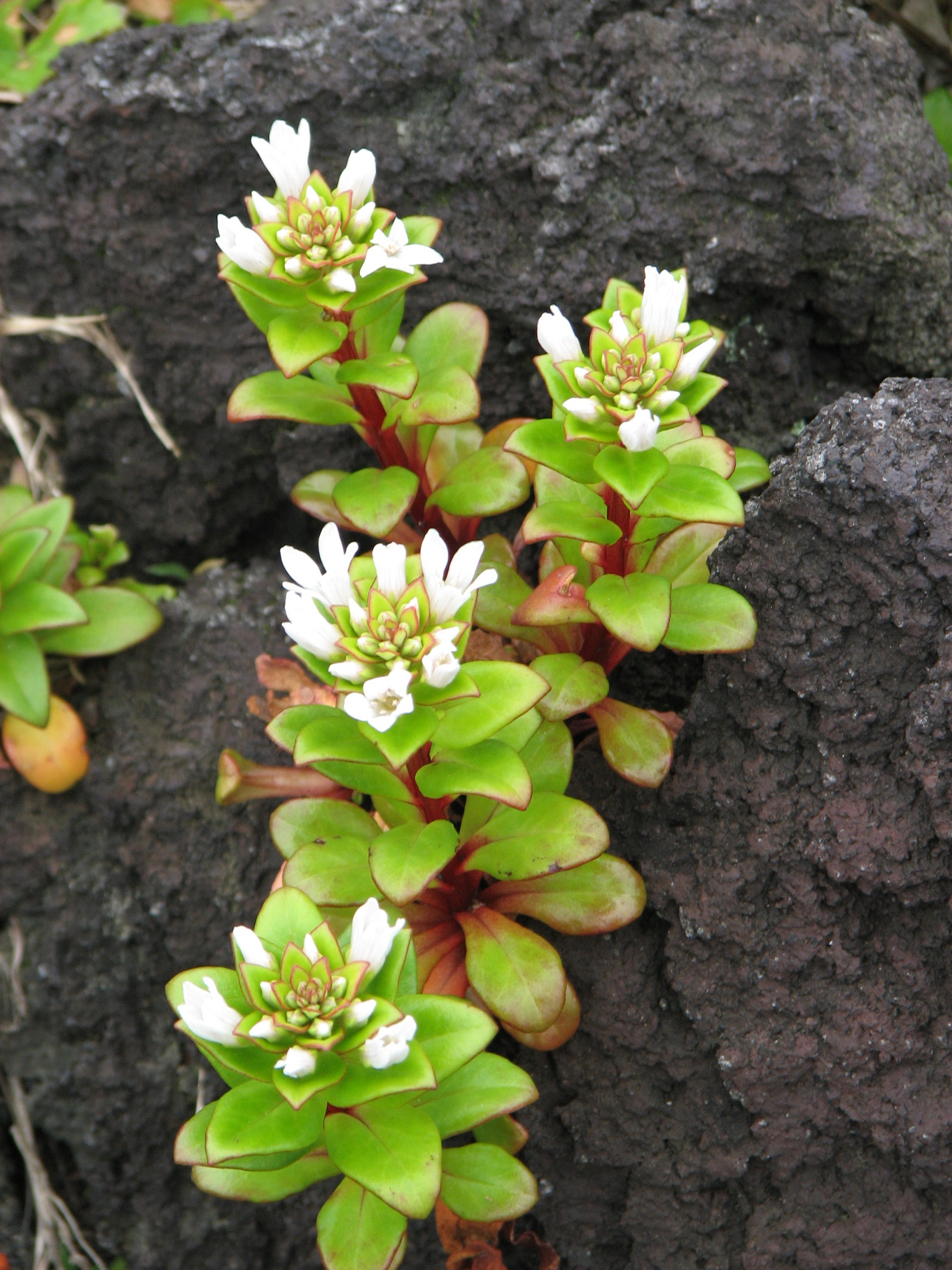
ハマボッスの群落
八丈島底土

ハマボッス（学名: Lysimachia mauritiana ）はサクラソウ科オカトラノオ属の越年草。漢字では「浜払子」と綴り、生育地が海岸で、花の咲く様子が仏具の払子に似ることにちなむとされる。

## 特徴
高さ10–40 cm。植物体全体が無毛。茎には稜があり、基部から分岐して直立し、株立ち状になる。葉は倒卵状のへら形 - 長楕円形で、多肉質で互生し、葉先は鈍く尖り、表面は光沢があり、黒色の腺点が多数ある。花期は5–6月で、花は径1–1.2 cmで白色または淡紅色。花柄は長さ1–2 cm。萼と花冠は5裂し、頂生の総状花序に多数咲く。萼片の先は鈍く尖る。果実は径4–6 mmの球形で褐色、中に黒褐色の種子がある。染色体数2n=20。

## 分布と生育環境
北海道 - 沖縄県、中国、東南アジア、インド、太平洋諸島といった広範囲に分布。海岸に生育する海浜植物で、砂地や崖地に多く見られる。

## 下位分類
- 変種 オオハマボッス L. mauritiana Lam. var. rubida (Koidz.) T.Yamaz.[9][10]
  - 小笠原諸島に産する固有種。花柄は開花時に長さ1–3 mm、果実期でも5 mm。萼片の先は鋭頭で、花冠はやや大きく径1.5 cm[9][8]。POWOでも変種と扱われている[11]。ハマボッスと明瞭に区別可能だが、大東諸島産は中間的形態を示すともされる[9]。
- 品種 ベニバナハマボッス L. mauritiana Lam. f. rosea (Masam.) Okuyama[12]
  - 南西諸島に多く生育する[4]。ハマボッスが白花であるのに対して、ベニバナハマボッスの花は淡紅色[4]。
  - 西表島産に基づくベニバナハマボッスの原記載ではハマボッスの変種とされていた[13]が、品種扱いへ改められた[14]。YListでも品種扱いとしており、本項でもこれに従う。なおPOWOではL. mauritiana f. roseaをハマボッス基変種L. mauritiana var. mauritianaのシノニムとされる[15]。

## ギャラリー
ベニバナハマボッス
- 花（与那国島）
- 株全体（与那国島）
- 花色の濃淡は個体差がある（石垣島）